# 楳本法神

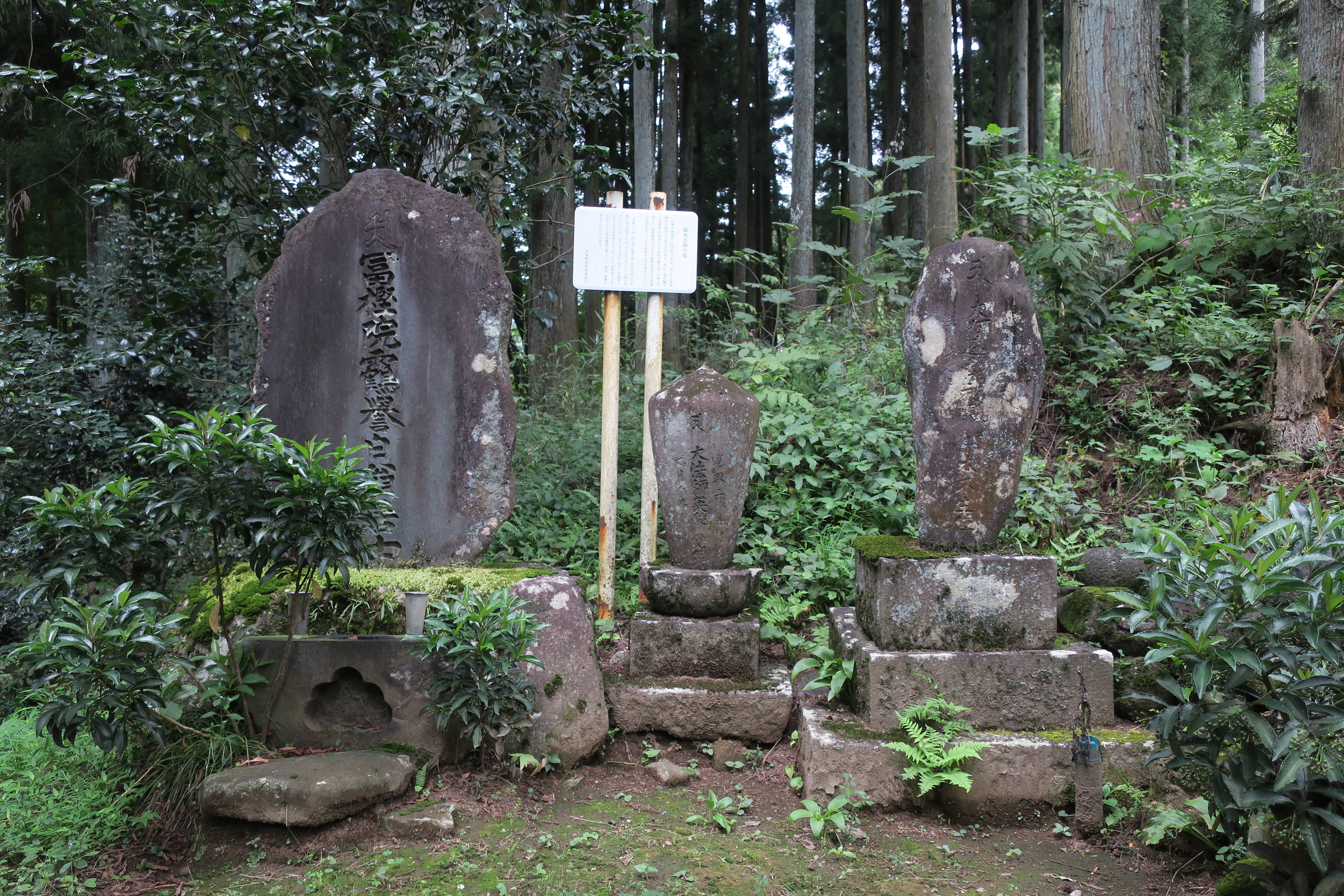
楳本法神の墓（医光寺、群馬県桐生市）

楳本 法神（うめもと ほうしん、享保12年（1727年） - 文政13年（1830年）8月14日）は、日本の剣法家。氏は富樫、名は正武、通称白生、号を楳仙。のちに姓を楳本に改めた。妻子はなく、居所を定めず、自身の出自も語ることはなかったという。

## 経歴
富樫政親の子孫、加賀藩士富樫家の生まれとされ、15歳で家を出て諸国を放浪したという。長崎で医学を学び、柔術剣術を修め、1日に数十里を走るなど、文武とも卓越していたとされる。
上野国の金山宮（群馬県渋川市赤城町深山）に籠って剣術を会得。利根郡大楊村（現・沼田市利根町大楊）や勢多郡深山村（現・渋川市赤城町深山）に住み、利根郡や勢多郡に多数の弟子を持ったという。
文政13年（1830年）8月14日、上野国勢多郡下田沢村（現・桐生市黒保根町下田沢）の弟子、青山歌吉（雅楽之助）の家で死没。
その剣法は法神亡きあと、法神流として伝えられた。高弟に深山村（現・渋川市赤城町深山）の須田（星野）房吉、上箱田村（現・渋川市北橘町上箱田）の森田与吉郎、上南室村（現・渋川市北橘町上南室）の町田寿吉郎がおり、「三田の三吉」と言われ、さらに下田沢村（現・桐生市黒保根町下田沢）の青山歌吉（雅楽之助）とあわせて「法神門下の四天王」と呼ばれた。
渋川市北橘町下箱田の木曽三社神社の「法神流剣法伝統碑」には明和事件で処刑された藤井右門と同一人物で、168歳まで生きたと記録されているが、もとより史実ではない。